# 이홍구 (1990년)
이홍구(李弘救, 1990년 12월 11일 ~ )는 전 KBO 리그 kt 위즈의 포수, 내야수이자, 현 덕아웃 야구캠프의 센터장이다.

## 선수 시절

### KIA 타이거즈시절
2013년에 입단하였다. 2016년에 34번이었던 등번호를 당시 FA를 통해 이적한 최형우에게 양보해 등번호를 27번으로 바꿨다.

### SK 와이번스시절
2017년 4월 7일 당시 KIA 타이거즈 소속이었던 그와 노수광, 윤정우, 이성우, SK 와이번스 소속이었던 이명기, 최정민, 노관현, 김민식과 4:4 트레이드를 통해 입단하였다.
시즌 후 경찰 야구단, 상무 야구단에 지원했다가 모두 떨어져 2018년 1월 22일에 현역으로 입대했고, 2019년 9월 23일에 제대했다.

### kt 위즈시절
2020년 8월 13일, 당시 kt 위즈 소속이었던 오태곤과 1:1 트레이드를 통해 이적했다. 2021년 10월 13일에 방출됐다.

## 야구선수 은퇴 후
2022년부터 덕아웃 야구캠프의 센터장을 활동한다.

## 출신 학교
- 서울장안초등학교
- 건국대학교 사범대학 부속중학교
- 장충고등학교
- 단국대학교

## 통산 기록
| 연도 | 팀명  | 타율  | 경기 | 타수 | 득점 | 안타 | 2루타 | 3루타 | 홈런 | 루타 | 타점 | 도루 | 도실 | 볼넷 | 사구 | 삼진 | 병살 | 실책 |
| ---- | ----- | ----- | ---- | ---- | ---- | ---- | ----- | ----- | ---- | ---- | ---- | ---- | ---- | ---- | ---- | ---- | ---- | ---- |
| 2013 | KIA   | 0.157 | 51   | 89   | 6    | 14   | 1     | 1     | 2    | 23   | 9    | 0    | 0    | 5    | 1    | 44   | 1    | 3    |
| 2015 | KIA   | 0.216 | 112  | 222  | 25   | 48   | 10    | 1     | 12   | 96   | 39   | 1    | 0    | 12   | 7    | 64   | 3    | 3    |
| 2016 | KIA   | 0.266 | 106  | 241  | 27   | 64   | 16    | 2     | 9    | 111  | 45   | 0    | 1    | 19   | 4    | 66   | 5    | 5    |
| 2017 | SK    | 0.188 | 53   | 101  | 14   | 19   | 3     | 0     | 10   | 52   | 18   | 0    | 0    | 5    | 2    | 43   | 2    | 2    |
| 2020 | KT    | 0.190 | 49   | 84   | 5    | 16   | 2     | 0     | 3    | 27   | 8    | 0    | 0    | 6    | 3    | 26   | 3    | 2    |
| 2021 | KT    | 0.164 | 37   | 55   | 4    | 9    | 0     | 0     | 1    | 12   | 5    | 0    | 0    | 2    | 0    | 28   | 4    | 0    |
| 통산 | 6시즌 | 0.215 | 408  | 792  | 81   | 170  | 32    | 4     | 37   | 321  | 124  | 1    | 1    | 49   | 17   | 271  | 18   | 15   |